# Ave Quiromántica
El Ave Quiromántica es una escultura urbana de bronce obra del escultor malagueño José Seguiri situada en la calle Bolsa del Centro Histórico de la ciudad española de Málaga.
La escultura consiste en una forma mitad paloma y mitad mano abierta, basada en un dibujo del novelista, poeta y dibujante malagueño Rafael Pérez Estrada, a quien homenajea. Está realizada en bronce y descansa sobre un pedestal de mármol. Fue inaugurada en mayo de 2001.